# Rodrigo José Carbone
Rodrigo José Carbone (17 mei 1974) is een voormalig Braziliaans voetballer.

## Carrière
Rodrigo José Carbone speelde voor Corinthians, Fluminense, Kashima Antlers, ŁKS Łódź, Chunnam Dragons en Xiamen Xiaxin.